# Тюремный замок (Уральск)
Тюремный замок в Уральске — историческое здание тюрьмы, построенное в 1867 году. Одно из старейших каменных зданий Уральска, ни разу за всю свою историю не менявшее своего предназначения. В настоящее время старинный тюремный замок занимает следственный изолятор — учреждение РУ-170/1 Департамента уголовно-исполнительной системы по Западно-Казахстанской области.
По легенде, первое распоряжение о строительстве в Уральске каменного тюремного замка поступило от Екатерины II после разгрома восстания Пугачёва. К тому же в Уральск регулярно отправляли пленных повстанцев с окраин империи — поляков, венгров, через Уральск лежал путь дальше к Каспийскому морю украинца Тараса Шевченко. Но в итоге строительство началось лишь в середине XIX века и было завершено в 1867 году (по другим данным — в 1858 году). В то время тюрьма располагалась за городской чертой на небольшом возвышении и с учётом своих размеров (в момент строительства это было крупнейшее каменное строение города) служило угрожающим правительственным напоминанием уральским казакам, славившимся своим бунтовским характером. Здание тюрьмы выстроено из красного кирпича, имеет три этажа, один из которых полуподвальный, и форму креста в плане. Здание окружено высокой кирпичной стеной, имеющей тот же возраст, что и здание. Изначально отопление в здании осуществлялось с помощью множества печей, благодаря чему тюрьму называли домом сорока труб.
Уральский тюремный замок принимал в своих стенах ссыльных в Уральск, политических и уголовных арестантов, участников волнений в Уральском казачьем войске 1874 года. В ходе Гражданской войны Уральск переходил из рук в руки, в зависимости от чего менялись и тюремные постояльцы — местные казаки или сторонники большевиков. Не пустовала тюрьма и в годы Советской власти, особенно в годы сталинского террора. Как многие старинные здания города, тюремный замок всегда был окружён множеством легенд о подземных ходах — якобы существовали тайные галереи, по которым водили осуждённых для исповеди перед казнью, другие галереи служили для сброса тел казнённых в Урал.
Старинное здание всё ещё используется в качестве СИЗО, полное официальное наименование - учреждение РУ-170/1 Департамента уголовно-исполнительной системы по Западно-Казахстанской области. Тюремный замок изрядно обветшал и уже не отвечает современным требованиям к зданиям подобного назначения и требует капитального ремонта и реконструкции, но в связи с задержкой окончания строительства нового СИЗО в Уральске, всё ещё используется по своему изначальному предназначению, являясь одним из старейших действующих тюремных зданий в Казахстане.